# AMX30 AuF1 155mm自走榴弾砲
AMX-30 AuF1は、フランスの155mm自走榴弾砲である。

## 開発
同車は、フランス陸軍の1世代前の主力戦車AMX-30の車体とエンジンを流用して設計されており、AMX-30と比較して重量がやや重くなった分最高速度が若干下がっている。
1960年代末にフランス陸軍は新型の155mm自走榴弾砲の開発を開始し、1972年には試作1号車が完成し、1979年に実戦配備が始まった。

## 概要
この自走砲は砲塔部分だけがGCTシステムとして設計されており、下の車体はAMX-30以外にもM1エイブラムスやチャレンジャー1 / 2、レオパルト2、T-72など現存する全ての主力戦車の車両を流用することが可能である。
車体を選ばない代償として、砲塔旋回・仰俯角調整用発電機や照準装置など走行系統以外を全て砲塔に詰め込むため、砲塔が大きくなっている。

## 採用国
フランス以外にもサウジアラビアとイラクが採用しており、イラン・イラク戦争や湾岸戦争で運用された。
 フランス
フランス陸軍は273両受領した。2023年時点で32両が現役。
 クウェート
18両
 サウジアラビア
63両
 イラク
1983年から1985年の間に86両が受領され保管されていた。